# جرج کورتنی
 جرج کورتنی  (به انگلیسی: George Courtney) (زاده ۴ ژوئن ۱۹۴۱ در اسپنیمور) داور سابق اهل انگلستان است.
وی داوری را از دهه ۱۹۷۰ میلادی شروع کرده و در سال ۱۹۷۷ تا ۱۹۹۱ میلادی در لیست داوران فیفا قرار داشته‌است.